# Coyotes de Santurtzi 2017
Questa voce raccoglie le informazioni riguardanti i Coyotes de Santurtzi nelle competizioni ufficiali della stagione 2017.

## LNFA Serie B 2017

### Stagione regolare
| 22 gennaio 2017, ore 12:00 | L'Hospitalet Pioners | 33 – 0 referto | Coyotes de Santurtzi |  |

| 29 gennaio 2017, ore 11:00 | Coyotes de Santurtzi | 19 – 33 referto | Gijón Mariners |  |

| 11 febbraio 2017, ore 18:00 | Las Rozas Black Demons | 65 – 7 referto | Coyotes de Santurtzi |  |

| 12 marzo 2017, ore 11:00 | Coyotes de Santurtzi | 3 – 7 referto | L'Hospitalet Pioners |  |

| 25 marzo 2017, ore 16:00 | Gijón Mariners | 27 – 3 referto | Coyotes de Santurtzi |  |

| 2 aprile 2017, ore 11:00 | Coyotes de Santurtzi | 0 – 13 referto | Las Rozas Black Demons |  |

| 9 aprile 2017, ore 12:00 | Fuenlabrada Cuervos | 6 – 74 referto | Coyotes de Santurtzi |  |

| 30 aprile 2017, ore 11:00 | Coyotes de Santurtzi | - – - referto | Fuenlabrada Cuervos |  |

## Statistiche di squadra
| Competizione      | %Vittorie | In casa | In casa | In casa | In casa | In casa | In casa | In trasferta | In trasferta | In trasferta | In trasferta | In trasferta | In trasferta | Totale | Totale | Totale | Totale | Totale | Totale |
| Competizione      | %Vittorie | G       | V       | N       | P       | Pf      | Ps      | G            | V            | N            | P            | Pf           | Ps           | G      | V      | N      | P      | Pf     | Ps     |
| ----------------- | --------- | ------- | ------- | ------- | ------- | ------- | ------- | ------------ | ------------ | ------------ | ------------ | ------------ | ------------ | ------ | ------ | ------ | ------ | ------ | ------ |
| Stagione regolare | .143      | 3       | 0       | 0       | 3       | 22      | 53      | 4            | 1            | 0            | 3            | 84           | 131          | 7      | 1      | 0      | 6      | 106    | 184    |
| Totale            | .143      | 3       | 0       | 0       | 3       | 22      | 53      | 4            | 1            | 0            | 3            | 84           | 131          | 7      | 1      | 0      | 6      | 106    | 184    |